# Elenco da Sociedade Esportiva Palmeiras
O Elenco da Sociedade Esportiva Palmeiras, englobando seus atletas treinadores, sempre contou, ao longo da história antiga e recente do clube com nomes de muito destaque no cenário do futebol brasileiro e mundial.

## Títulos individuais

### Troféu Bola de Ouro
Atualizado até 2020
1. César Sampaio - 1993
2. Djalminha - 1996
3. Gabriel Jesus - 2016
4. Dudu - 2018

### Troféu Bola de Prata
Atualizado até 2020
1. Leão - 1972
2. Ademir da Guia - 1972
3. Alfredo Mostarda - 1973
4. Dudu - 1974
5. Rosemiro - 1978
6. Pedrinho Vicençote - 1979
7. Pires - 1979
8. Jorge Mendonça - 1979
9. Jorginho Putinatti - 1979, 1983, 1986
10. Elzo - 1989
11. Careca Bianchesi - 1990, 1991
12. Guilherme Surdi - 1993
13. Roberto Carlos - 1993, 1994
14. César Sampaio - 1993
15. Antonio Carlos - 1993
16. Edmundo - 1993
17. Cléber - 1994
18. Zinho - 1994, 1997
19. Rivaldo - 1994
20. Djalminha - 1996
21. Arce - 1998, 2000, 2001
22. Júnior - 1998
23. Roque Júnior - 1999
24. Magrão - 2004
25. Gamarra - 2005
26. Juninho Paulista - 2005
27. Valdivia - 2007
28. Pierre - 2009
29. Marcos Assunção - 2011
30. Jaílson - 2016
31. Jean - 2016
32. Tchê Tchê - 2016
33. Moisés - 2016
34. Dudu - 2016, 2017, 2018, 2019
35. Gabriel Jesus - 2016
36. Cuca (Técnico) - 2016
37. Weverton - 2018, 2020
38. Mayke - 2018
39. Bruno Henrique - 2018
40. Luiz Felipe Scolari (Técnico) - 2018
41. Gustavo Gomez - 2019, 2020

### Troféu Arthur Friedenreich (Federação Paulista de Futebol)
1. Leão - 1969, 1970, 1972, 1974
2. Eurico - 1970, 1971.
3. Baldochi - 1970
4. Dé - 1970
5. Dudu - 1970, 1972, 1974
6. Ademir da Guia - 1970, 1972, 1974
7. Edu Bala - 1970
8. Rubens Minelli  - 1970
9. Osvaldo Brandão - 1971, 1972, 1974
10. César "Maluco" - 1971
11. Luís Pereira - 1972, 1974, 1975
12. Alfredo Mostarda - 1972
13. Leivinha - 1972, 1974

### Chuteira de Ouro
1. Zinho
2. Vavá
3. Roberto Carlos
4. Rivaldo
5. Paulo Nunes
6. Muller
7. Luís Pereira
8. Julinho Botelho
9. Felipe
10. Dudu
11. Djalma Santos
12. Ademir da Guia

### Jogadores do Palmeiras eleitos para a Seleção da Copa do Mundo
1. Vavá - 1962 - Chile
2. Djalma Santos - 1962 - Chile
3. Jorge Mendonça - 1978 - Argentina
4. Mazinho -Zinho 1994 - Estados Unidos
5. Marcos - 2002 - Coréia do Sul/Japão

### Troféu Jornal da Tarde, instituído pela F.P.F.
1. Marcos - melhor goleiro (2003 e 2008)
2. Magrão - melhor meio campo (2003)
3. Pedrinho - melhor meia (2003)
4. Vágner Love - melhor atacante, artilheiro da competição e craque do Paulistão (2003)
5. Valdívia  - melhor meia ofensivo (2006, 2007 e 2008)
6. Henrique  - melhor zagueiro pela esquerda (2008)
7. Elder Granja  - melhor lateral pela direita (2008)
8. Pierre  - melhor volante pela direita (2008)
9. Léo Lima  - melhor volante pela esquerda (2008)
10. Alex Mineiro  - melhor atacante pela direita (2008)

### Troféu Mesa Redonda
1. Sérgio - Categoria Especial - Troféu da Paz - 2004
2. Valdívia - Melhor jogador do Campeonato Brasileiro - 2007
3. Marcos - Melhor goleiro do Campeonato Brasileiro - 2008 e 2009
4. Yerry Mina - Melhor primeiro zagueiro do Campeonato Brasileiro - 2016
5. Tchê Tchê - Melhor primeiro meio-campista do Campeonato Brasileiro - 2016
6. Moisés - Melhor segundo meio-campista do Campeonato Brasileiro - 2016
7. Gabriel Jesus - Revelação do Campeonato Brasileiro - 2015, Melhor segundo atacante e Melhor jogador do Campeonato Brasileiro - 2016
8. Cuca - Melhor Técnico do Campeonato Brasileiro - 2016
9. Jaílson - Homenagem Especial do Troféu Mesa Redonda - 2016

## Estatísticas

### Os vinte maiores artilheiros[2]
1. Heitor - 284 - Quebrou diversos recordes com a camisa alvi-verde, como por exemplo, mais gols pelo Palmeiras em uma mesma partida.
2. César Maluco - 180 - Ficou conhecido também pela forma como comemorava seus gols, normalmente escalando o alambrado dos estádios e celebrando com a torcida.
3. Ademir da Guia  - 153 - Considerado o maior jogador de todos os tempos do Palmeiras, marcava muitos gols além de se destacar como meia e cadenciador de jogo.
4. Lima - 149 - Foi artilheiro do campeonato paulista de 1942, primeiro título do clube com o novo nome.
5. Servílio - 140 - Atleta vencedor, marcou seis gols pela seleção brasileira e conquistou quatro títulos pelo Palmeiras.
6. Evair - 127 - O maior artilheiro depois da "era Ademir", foi um centroavante com técnica apurada, marcou de pênalti o gol do título do campeonato paulista de 1993, título que acabou com o jejum de 17 anos do clube.
7. Rodrigues - 125 - Autor do gol do título da Copa Rio em 1951.
8. Luisinho - 123
9. Tupãzinho - 122
10. Echevarrieta - 114 - Argentino, além de ser décimo maior artilheiro geral do Palmeiras, é o jogador com melhor média de gols pelo clube.
11. Romeu - 106 - Venceu quatro campeonatos paulistas com o Palmeiras (à época Palestra Itália)
12. Liminha - 106
13. Leivinha - 105 - Outro meia artilheiro, fez parte do meio campo da segunda academia, no início da década de 1970.
14. Jorge Mendonça - 102 - Possuia um toque de bola refinado, tanto que na Copa do Mundo de 1978 esta qualidade lhe rendeu a titularidade, deixando Zico no banco de reservas.
15. Edmundo - 99 - Jogou a Copa do Mundo de 1998 e é um dos maiores ídolos do Palmeiras.
16. Jorginho - 95
17. Humberto Tozzi - 86
18. Mazzola - 85 - Ítalo-Brasileiro, jogou copas pela seleção brasileira e italiana.
19. Toninho - 83
20. Julinho Botelho - 81 - Ídolo no Brasil e na Itália, calou o Maracanã em 1959 com sua bela exibição com a camisa da seleção brasileira contra a Inglaterra
21. Alex - 78 - Um dos maiores, senão o maior craque da época "pós-academia" da década de 1970.

*Em Atividade

### Melhores médias de gols
1. Echevarrieta - 114 gols em 127 partidas - 0,89
2. Heitor - 284 gols em 330 partidas - 0,86
3. Artime - 49 gols em 57 partidas - 0,85
4. Luisinho - 123 gols em 163 partidas - 0,75
5. Mazzola - 85 gols em 114 partidas - 0,74
6. Vava - 85 gols em 114 partidas - 0,74
7. Vagner Love - 49 gols em 66 partidas - 0,74
8. Keirrison - 24 gols em 33 partidas - 0,73
9. Romeu - 106 gols em 150 partidas - 0,70
10. Humberto - 86 gols em 135 partidas - 0,63

### Quem mais jogou
1. 01 Ademir da Guia - 901 partidas
2. 02 Emerson Leão - 617 partidas
3. 03 Dudu - 609 partidas
4. 04 Waldemar Fiúme - 603 partidas
5. 05 Waldemar Carabina - 601 partidas
6. 06 Luís Pereira - 568 partidas
7. 07 Marcos - 532 partidas
8. 08 Djalma Santos - 498 partidas
9. 09 Nei - 488 partidas
10. 10 Valdir - 482 partidas

### Mais gols na mesma partida
Com seis gols
- Heitor - 8 de Agosto de 1920 - Palestra Itália 11 a 0 S.C. Internacional
- Heitor - 17 de Julho de 1927 - Palestra Itália 11 a 2 Corinthians de São Bernardo do Campo

Com cinco gols
- Heitor - 5 de Junho de 1927 - Palestra Itália 9 a 0 Primeiro de Maio
- Fidêncio Osses - 5 de Outubro de 1930 - Palestra Itália 7 a 0 C.E. América
- Heitor - 7 de Dezembro de 1930 - Palestra Itália 9 a 3 Ypiranga
- Caxambu - 21 de Novembro de 1943 - Palmeiras 8 a 3 Inter de Limeira
- Liminha - 25 de Fevereiro de 1951 - Palmeiras 7 x 1 Flamengo
- Mazzola  - 9 de Junho de 1957 - Palmeiras 5 a 2 Noroeste
- Jurandir Dario G. Dos Santos - 4 de Julho de 1965 - Palmeiras 12 a 0 C.A. Prata
- Luís Artime - 16 de Janeiro de 1969 - Palmeiras 5 a 0 Rapid Viena
- Joaquim Cardoso Neto - 10 de Julho de 1969 - Palmeiras 5 a 0 Rapid Viena

### Osvaldo Brandão- 586 partidas
Campeonato Paulista: 1947, 1959, 1972 e 1974
Campeonato Brasileiro: 1960, 1972 e 1973

### Vanderlei Luxemburgo- 411 partidas
Campeonato Paulista: 1993, 1994, 1996, 2008 e 2020
Torneio Rio-São Paulo: 1993
Campeonato Brasileiro: 1993 e 1994

### Felipão- 484 partidas
Torneio Rio-São Paulo: 2000
Copa do Brasil: 1998 e 2012
Copa Mercosul: 1998
Copa libertadores: 1999
Campeonato Brasileiro: 2018

### Ventura Cambon- 294 partidas
Campeonato Paulista: 1944 e 1950
Torneio Rio-São Paulo:1951
Mundial Interclubes: 1951

### Rubens Minelli- 250 partidas
Campeonato Brasileiro: 1969